# Moco marino

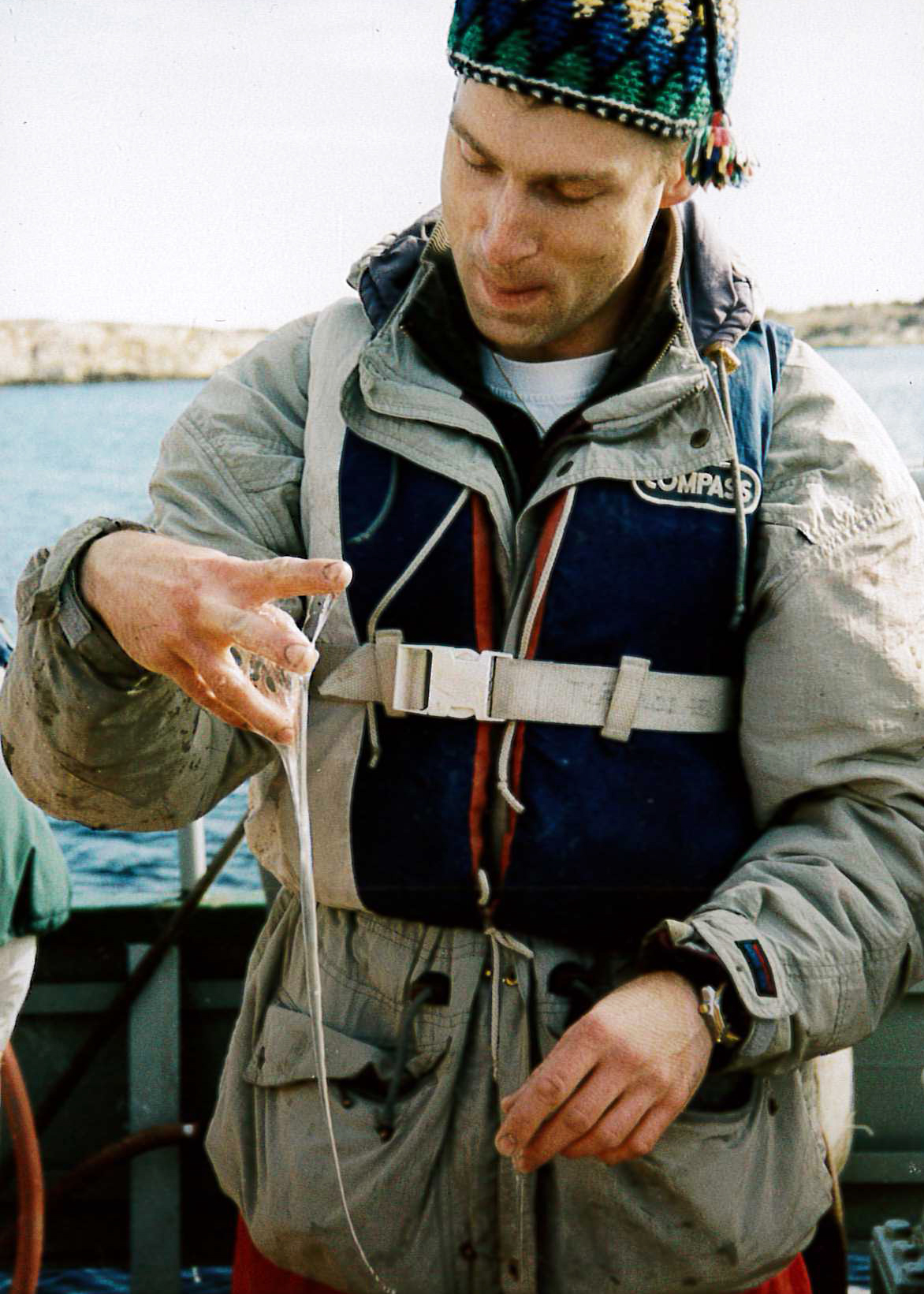
Mocos de mar

Los mocos marinos, la saliva marina o el mucílago marino son una colección de materia orgánica similar al moco que se encuentra en el mar. La sustancia cremosa y gelatinosa generalmente no es dañina, pero puede atraer virus y bacterias (incluida la E. coli), y puede convertirse en una manta que sofoca la vida marina que se encuentra debajo. Se ve con frecuencia en el mar Mediterráneo y recientemente se ha extendido al mar de Mármara.

## Causas
Los mocos marinos se forman como resultado de temperaturas cálidas prolongadas y clima tranquilo en áreas con abundantes nutrientes en el agua. Los globos de nieve marina se coagulan en grandes manchas que pueden abarcar distancias de hasta 125 millas (200 km). El mucílago tiene muchos componentes, incluida una amplia gama de microorganismos, incluidos virus y procariotas, y compuestos exopoliméricos con propiedades coloidales. El fitoplancton también produce mocos de mar cuando están estresados.

## Efectos
Un aumento en la cantidad de mocos marinos en el Mediterráneo y otros mares observado al menos ya en 2009 se debe en parte al cambio climático. Las aguas más cálidas y de movimiento más lento aumentan la producción de mocos marinos y permiten que se acumulen en forma de "manchas" masivas. El moco marino se reportó por primera vez en 1729 y durante mucho tiempo se ha considerado una molestia para la industria pesquera y las poblaciones costeras. Recientemente, los mocos marinos han surgido no sólo como una molestia, sino también como un gran peligro. Las gotas de moco marino pueden albergar bacterias como E. coli que amenazan la flora y fauna marítimas, así como a los humanos expuestos a agua contaminada. También puede cubrir las branquias de las criaturas marinas subsumidas en él, cortando el oxígeno y matándolas.
El derrame de petróleo de Deepwater Horizon en el Golfo de México creó grandes cantidades de moco marino. Los científicos no están seguros de cómo exactamente el derrame causó la formación de tanto moco marino, pero una teoría sugiere que podrían haber sido el resultado de una matanza masiva de vida marina microscópica creando una "ventisca" de nieve marina. A los científicos les preocupa que la masa de mocos marinos pueda representar un riesgo biológico para la vida marina que sobrevive en el área. Se cree que los mocos marinos que dejó el derrame resultaron directamente en la pérdida de vida marina en el Golfo de México, como lo demuestra un campo muerto de coral de aguas profundas a 11 kilómetros de la estación Deepwater Horizon.
A principios de 2021, los mocos marinos se propagaron en el Mar de Mármara, debido a la contaminación de las aguas residuales vertidas en el agua de mar, lo que provocó la proliferación de fitoplancton y representó una gran amenaza para el bioma marino. El puerto de Erdek en el Mar de Mármara estaba cubierto por los mocos del mar, en los que los trabajadores turcos se embarcaron en un esfuerzo masivo para aspirar el mucílago marino viscoso en junio de 2021 Sin embargo, el puerto de Yalıköy en la provincia de Ordu también había sido testigo de la acumulación de mucílago en el Mar Negro.

## Contramedidas
Las contramedidas a corto plazo incluyen su recolección de la superficie del mar y el establecimiento de barreras en la superficie del agua. Las contramedidas a largo plazo incluyen mejorar el tratamiento de las aguas residuales, crear áreas marinas protegidas y limitar el cambio climático . 